# Бендегуз Бола
Бендегуз Бенце Бола (мађ. Bolla Bendegúz Bence; Секешфехервар, 22. новембар 1999) мађарски је професионални фудбалер који игра на позицији десног бека тренутно за швајцарски Суперлигаш Сервет ФК, позајмљен од Вулверхемптон вондерерса, и репрезентацију Мађарске. Бола је дебитовао за Мађарску 2021. када је изабран у репрезентацију за Евро 2020.

## Каријера

### Видеотон
Каријеру је започео у свом родном граду и месном клубу Феник голд. Одатле је прешао у будимпештански МТК, а затим се вратио у тим Видеотона, где је у јулу 2017. потписао први професионални уговор. Освојио је титулу најбољег стрелца на Кинеском панда омладинском купу одржаном у мају те године. У лето 2018. године, клуб из Секешфехервара га је позајмио прво Шифоку, а затим у јануару 2019. екипи Залаегерсег ТЕ. Са ЗТЕ-ом је освојио првенство у другој лиги у сезони 2018/19, а потом је тим продужио уговор о позајмици до краја следеће сезоне.
Био је и одлучујући члан стартне поставе у првој линији, а његов наступ истакли су и пољски новинар Јарослав Гамба, који је једном приликом гледао сусрет екипе Зала, и новинар трговинског часописа Презглад Спортови, који је назвао Болу најбољим младим играчем у НБ I. Одиграо је 27 мечева у највишој лиги, а затим се вратио у МОЛ Фехервар након што му је истекао уговор о позајмици. На традиционалној церемонији доделе награда РангАдо, која оцењује најбоље у сезони, изабран је за откриће сезоне.
Постао је кључни играч у тиму Секешфехервара, за који је одиграо 16 лигашких утакмица у првој половини сезоне 2020-2021. Продужио је уговор са клубом у фебруару 2021. године. Такође је задобио наизглед тешку повреду у утакмици Купа Мађарске против Вашаша, на његову срећу веома брзо се опоравио. Крајем марта италијански интернет портал Калчомеркато.цом писао је да Болину игру прате италијански тимови.

#### Вулверхемптон вондерерси
У јулу 2021. потписао је за Вулверхемптон који игра у енглеској Премијер лиги, а затим га је одмах позајмио Грасхоперу у швајцарском врху. Према извештајима енглеске штампе, Вулверхемптон је платио 800 хиљада фунти, око 335 милиона форинти, Фехервару за Болу.

#### Грасхопери
Дана 25. јула, у првенственој утакмици против Базела, Бола је дебитовао у тиму из Цириха, а заменио га је Никола Ђорђев у 71. минуту. Дан 31. јула, у лигашком ремију 0 : 0 против Јанг Бојса, по први пут је добио место у стартној постави. Дана 26. септембра постигао је свој први гол у швајцарском врху у победи домаћина над Сионом резултатом 3 : 1. Дана 2. октобра, постигао је свој други гол у својој деветој лигашкој утакмици када су Грасхоперси победили Ст. Галлен са 5 : 2.
Дана 27. јуна 2022. године објављено је да ће његов уговор о позајмици бити продужен за још годину дана. У октобру 2022. постигао је два гола и добио награду за нај гол у лиги два пута у року од недељу дана.

#### Сервете
Вулверхемптон га је 29. августа 2023. поново позајмио, овога пута тиму Сервет, који је претходне сезоне завршио на 2. месту у швајцарском шампионату и улази у Лигу Европе, који је такође добио опцију откупа за Болина права играња.

## Репрезентација
Бола је вишеструки члан репрезентације али најчешће у резервној постави. У септембру 2020. Марко Роси га је први пут позвао у сениорску репрезентацију за утакмице Лиге нација против турске и руске репрезентације.
У марту 2021. савезни тренер Золтан Гера га је именовао у репрезентацију Мађарске за Европско првенство у фудбалу за У21 2021. године. Био је капитен мађарског тима на турниру, а постигао је гол Мађара из пенала у групној утакмици коју су изгубили са 6 : 1 од Холанђана.
Капитен репрезентације Марко Роси га је 1. јуна 2021. именовао у тим од 26 играча мађарске репрезентације која се припрема за Европско првенство. 4. јуна 2021. дебитовао је за национални тим у припремној утакмици 1 : 0 против Кипрана. Није играо на континенталном турниру 2020 (2021), већ је био на клупи за резерве.

## Достигнућа

### Клуб
Фехервар
- Прва лига Мађарске у фудбалу
  - шампион (1): 202017/18

### Индивидуално
- Награда за откриће године на гала додели награда РангАдо (2020)[30]

### Репрезентација
Ажурирано Утакмица одиграна 26.03.2024
| Национални тим | Година | Ута | Гол |
| -------------- | ------ | --- | --- |
| Мађарска       | 2021.  | 4   | 0   |
| Мађарска       | 2022.  | 4   | 0   |
| Мађарска       | 2023.  | 6   | 0   |
| Мађарска       | 2024.  | 2   | 0   |
| Укупно         | Укупно | 16  | 0   |